# Leonard Neale
Leonard Neale, né le 15 octobre 1747, près de Port Tobacco, au Maryland (États-Unis) et décédé le 18 juin 1817 à Washington D.C., était un prêtre jésuite américain. Lorsque la Compagnie de Jésus fut supprimée (1773) il fut missionnaire en Guyane et de retour au Maryland devint le président de Georgetown University (1799) et évêque-coadjuteur puis - de 1815 à sa mort - deuxième archevêque de Baltimore.

## Biographie

### Jeunesse et formation
Né près de Port Tobacco Village, dans le Maryland le 15 octobre 1747, Leonard Neale est le descendant d’une des premières familles de colons arrivés au Maryland. À l'âge de douze ans, il est envoyé au Collège anglais de Saint-Omer, dans le nord de la France, puis poursuit ses études à Bruges et Liège. Le 7 septembre 1767 il est admis au noviciat de la Compagnie de Jésus , à Liège, et est ordonné prêtre dans la même ville le 5 juin 1773, deux mois avant la suppression universelle de la Compagnie de Jésus. 
Après la disparition de l’ordre religieux auquel il appartenait Neale œuvre pastoralement en Angleterre jusqu’en 1779. En 1780, la 'Propaganda Fide' l’envoie à Démérara, en Guyane anglaise, où il trouva les indigènes plus ouverts au catholicisme que les colons anglais... Quand ceux-ci l’empêchèrent de construire son église il reçoit la permission de quitter la mission et retourne dans son Maryland natal en 1783.

### Retour aux États-Unis

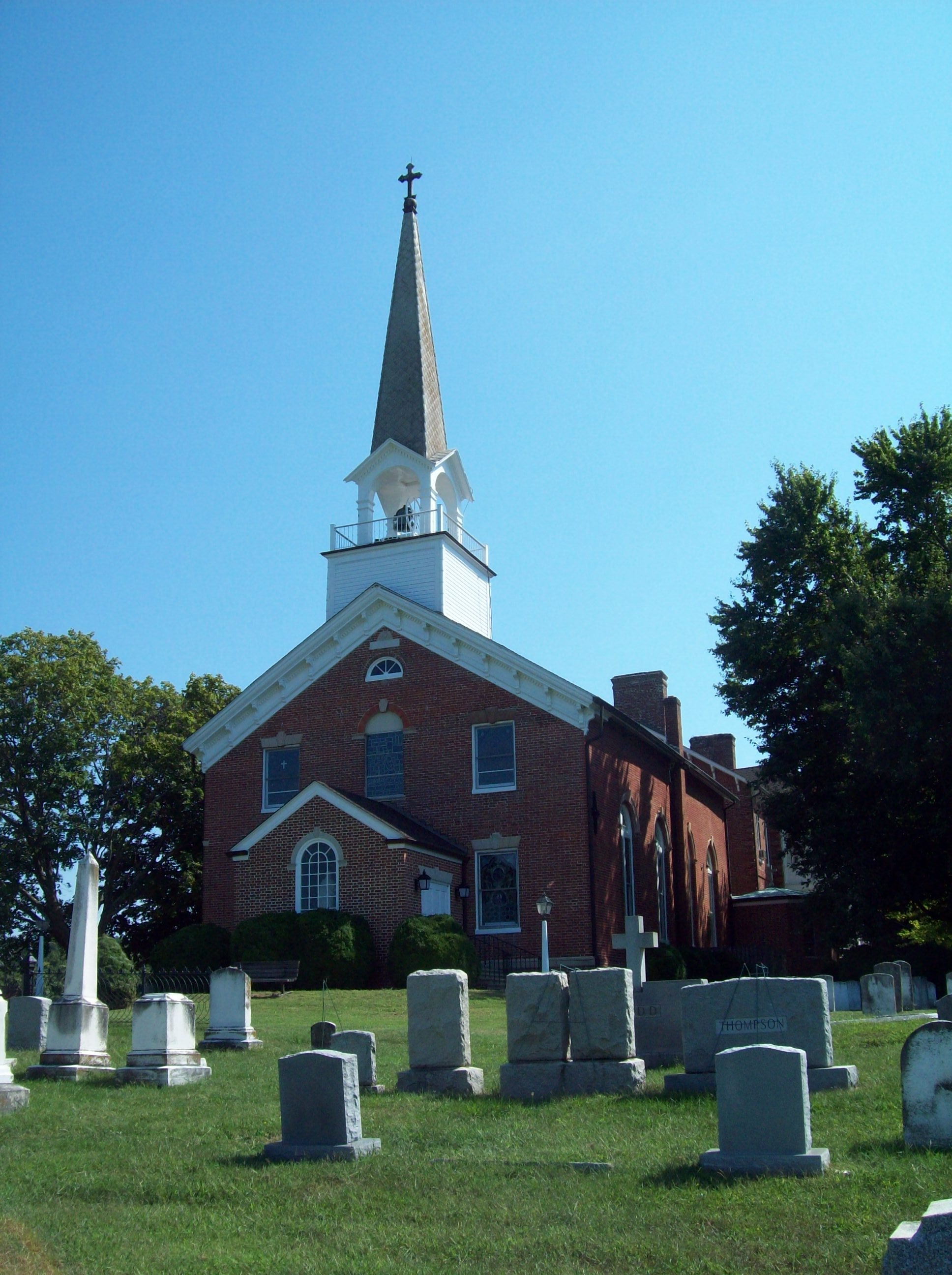
L'église Saint-Ignace, à Port Tobacco (1798)

Neale passe dix ans à St Thomas Manor, une des premières paroisses catholiques du Maryland, fondée en 1662 par le missionnaire jésuite Andrew White. Membre du conseil presbytéral diocésain, il participe à Baltimore (1791) au premier synode de l’Église catholique en Amérique du Nord. Neale est proche de Mgr John Carroll, fondateur du diocèse de Baltimore, dont il partage les convictions, entre autres la nécessité d’américaniser l’Église catholique et de la libérer, dans son administration temporelle, de la juridiction romaine de la 'Propaganda Fide'.  Il veille également à ce que les biens qui avaient appartenu à la Compagnie de Jésus soient transférés, au collège de Georgetown, ouvert en 1789. 
De 1793 à 1799, il est pasteur de l'église St. Mary à Philadelphie, en Pennsylvanie, où, durant les épidémies de fièvre jaune de 1793 et 1798, il se distingue héroïquement au soin des malades. Il fut contaminé lors de la deuxième épidémie et en garda des séquelles. 
Ancien jésuite il est sensible à l’importance de la vie religieuse. Avec Alice-Teresa Lalor et deux compagnes issues de l’immigration irlandaise, il fonda une première communauté religieuse féminine – adoptant la règle de la Visitation -  qui s’établit à Georgetown (1799) lorsque lui-même y fut nommé directeur du collège. Avec son frère Francis Neale qui le remplacera en 1809, il s’y montre très strict. 

### Évêque à Baltimore
Sur recommandation de Mgr Carroll, le pape Pie VI nomme Neale évêque-coadjuteur du diocèse de Baltimore et évêque titulaire de Gortyne (de) en 1795, mais à cause des guerres napoléoniennes, les bulles de nomination n'arrivèrent aux États-Unis qu'en 1800. Leonard Neale est consacré évêque le 7 décembre 1800, à Baltimore. À la mort de Carroll en 1815, il lui succède comme archevêque. Il a soixante-sept ans et, physiquement, il lui reste peu de ressources pour administrer l’immense archidiocèse qui comprenait la presque totalité de la partie sud-orientale du pays.
Une de ses premières actions fut de restaurer les jésuites dans leurs anciennes missions, lorsqu’il fut connu que le pape Pie VII avait restauré universellement l’Ordre religieux (1814). D’une manière générale il fut l'un des promoteurs les plus actifs de la restauration de la Compagnie de Jésus aux États-Unis au début du XIXe siècle. Lui-même, devenu évêque et prélat, renonce à demander sa réadmission estimant ne pas pouvoir abandonner son siège épiscopal.  
Durant son mandat à la tête du diocèse il continue à faire face à ce qu’il avait connu comme vicaire général, à savoir le nationalisme des paroisses des immigrés catholiques vivant en ghettos et préférant s’en référer à la nation d’origine plutôt qu’au jeune diocèse américain.  Dans les années 1990, il avait traité avec des membres allemands tenaces de son conseil à Philadelphie (Pennsylvanie).  
En tant qu'archevêque de Baltimore, il hérite des problèmes de son prédécesseur dans deux villes du sud avec des catholiques immigrés Irlandais et autres français, qui non seulement revendiquent le droit de contrôler les finances de leur paroisse mais aussi de choisir leurs propres curés. En vue d’unifier la  communauté catholique Mgr Neale soutient que tous les biens de l'Église devaient être entre les mains du diocèse, avec le pasteur local comme son agent, un système qui, en fait, deviendra la norme aux États-Unis. L’opposition fut forte, surtout parmi les Irlandais. La question remonta jusqu’au Saint-Siège. Pie VII approuva l’attitude de Mgr Neale. Cependant cette approbation pontificale arriva après la mort de l’évêque.  
Mgr Leonard Neale meurt au collège de Georgetown, à Washington D.C., le 18 juin 1817.  Mgr Ambrose Maréchal (en) PSS, évêque de Philadelphie, lui succède comme archevêque de Baltimore le 4 juillet 1817.